# Mesida
Mesida is een geslacht van spinnen uit de  familie van de Tetragnathidae (Strekspinnen).

## Soorten
- Mesida argentiopunctata (Rainbow, 1916)
- Mesida gemmea (Hasselt, 1882)
- Mesida grayi Chrysanthus, 1975
- Mesida humilis Kulczynski, 1911
- Mesida matinika Barrion & Litsinger, 1995
- Mesida mindiptanensis Chrysanthus, 1975
- Mesida pumila (Thorell, 1877)
- Mesida realensis Barrion & Litsinger, 1995
- Mesida thorelli (Blackwall, 1877)
  - Mesida thorelli mauritiana (Simon, 1898)
- Mesida wilsoni Chrysanthus, 1975
- Mesida yangbi Zhu, Song & Zhang, 2003
- Mesida yini Zhu, Song & Zhang, 2003